# Bataille de Burnt Corn
 (août 2022).
Le contenu est difficilement compréhensible vu les erreurs de traduction, qui sont peut-être dues à l'utilisation d'un logiciel de traduction automatique.
Guerre Creek
Batailles
Guerre Creek :
- Burnt Corn
- Fort Mims
- Bashi Skirmish (en)
- Tallushatchee
- Talladega
- Canoe Fight (en)
- Autossee
- Holy Ground
- Calebee Creek
- Emuckfaw et Enotachopo Creek (en)
- Horseshoe Bend

La bataille de Burnt Corn, également connue sous le nom de bataille de Burnt Corn Creek, est une bataille de la guerre Creek qui opposa le 27 juillet 1813 les États-Unis aux Creeks.

## Contexte
En juillet 1813, Peter McQueen et de nombreux guerriers du peuple Creek, appelés Red Sticks, se rendent à Pensacola, en Floride, pour acheter des munitions avec 400 livres et une lettre du bureau britannique de Fort Malden. Selon les mots de McQueen, le gouverneur espagnol leur a donné « un petit sac de poudre pour chacune des dix villes, et cinq balles par homme », présentant cela comme « un cadeau amical, pour la chasse ».
Mais Samuel Moniac, un guerrier Creek, témoigna le 2 août 1813 après les événements, « Tête Haute m'a dit que, quand ils sont revenus avec leur nourriture, un autre groupe d'hommes serait descendu pour une autre fourniture en munitions ; et que dix hommes étaient sortis de la ville sur « cinq chevaux chargés pour chaque ville ». »

## Bataille
Après avoir été informés de la mission de McQueen, des soldats américains stationnés à Fort Mims ont rapidement envoyé un détachement militaire, dirigé par le colonel James Caller et le capitaine Dixon Bailey, pour intercepter le détachement de McQueen. Les Américains ont pris en embuscade les Red Sticks en soirée alors qu'ils se reposaient sur les bords de Burnt Corn Creek.
Les Américains ont dispersé les Red Sticks, qui ont fui vers les marécages à proximité. Ivres de leur victoire, les Américains ont commencé à piller les sacs des Red Sticks. Depuis les marais, les Creeks ont remarqué que les Américains avaient baissé leur garde. Les Creeks se sont alors regroupés et ont lancé une contre-attaque surprise, qui a dispersé les Américains.